# Serrata albescens
Serrata albescens är en snäckart som först beskrevs av Hutton 1873.  Serrata albescens ingår i släktet Serrata och familjen Marginellidae. Inga underarter finns listade i Catalogue of Life.